# Хорхе Боланьйо
Хорхе Боланьйо (ісп. Jorge Bolaño, 28 квітня 1977, Санта-Марта — 6 квітня 2025) — колумбійський футболіст, що грав на позиції півзахисника.

## Клубна кар'єра
У дорослому футболі дебютував 1993 року виступами за  «Атлетіко Хуніор», в якому провів сім сезонів, взявши участь у 145 матчах чемпіонату. Більшість часу, проведеного у складі «Атлетіко Хуніора», був основним гравцем команди, допомігши команді двічі ставати чемпіоном Колумбії.
Своєю грою за цю команду привернув увагу представників тренерського штабу італійської «Парми», до складу якої приєднався влітку 1999 року. Відіграв за пармську команду наступні три сезони своєї ігрової кар'єри, проте гравцем основної команди так і не став, провівши за цей час лише 36 матчів в Серії А. Через це влітку 2002 року Боланьйо було віддано на сезон в оренду в клубу з Серії В «Сампдорія», де, однак, колумбійський легіонер так і не провів жодного матчу в чемпіонаті через серйозну травму.
У наступному сезоні, провівши лише дві гри у чемпіонаті за «Парму» у першій половині сезону, в кінці 2003 року Хорхе знову був відданий в оренду, цього разу до «Лечче», де зіграв до кінця чемпіонату в 16 матчах.
Влітку 2004 року Боланьйо знову повернувся до «Парми». Цього разу провів у її складі наступні три сезони, проте основним виконавцем знову стати не зумів.
Протягом 2007–2009 років захищав кольори команди клубу «Модена», в якій був одним із лідерів, допомагаючи команді рятуватись від вильоту з Серії В.
Завершив професійну ігрову кар'єру у колумбійському клубі «Кукута Депортіво», за команду якого виступав протягом 2010–2012 років.

## Виступи за збірну
Виступав за молодіжну збірну Колумбії, у складі якої брав участь у молодіжному чемпіонату Південної Америки 1995 року в Болівії, де збірна не змогла вийти з групи.
28 березня 1998 року дебютував в офіційних матчах у складі національної збірної Колумбії в товариській грі проти збірної Парагваю (1:1). У тому ж році він був вклюений тренером збірної Ернаном Даріо Гомесом в заявку на чемпіонат світу 1998 року у Франції, де Боланьйо зіграв в одному матчі.
1999 року Боланьйо потрапив до заявки на розіграш Кубка Америки 1999 року у Парагваї, де був основним гравцем збірної і прийшов з нею до чвертьфіналу. А вже наступного року допоміг своїй збірній дійти до фіналу розіграшу Золотого кубка КОНКАКАФ у США.
Протягом кар'єри у національній команді, яка тривала 6 років, провів у формі головної команди країни 36 матчів, забивши 1 гол.

## Досягнення
- Чемпіон Колумбії (2): 1993, 1995
- Чемпіон Південної Америки (U-17): 1993
- Володар Кубка Італії: 2001-02
- Срібний призер Золотого кубка КОНКАКАФ: 2000